# Nuss法
Nuss法（ナスほう）とは、漏斗胸と鳩胸の手術として、アメリカの外科医である、ドナルド・ナス氏が考案し、開発した手術方法のことである。 彼はバージニア州ノーフォークにあるキングズドーターズ小児病院でそれを開発した。
Nuss法は世界的に普及しており、日本でも普及している。従来の手術方法と比べ、効果が大きく低侵襲と言われている。

## 手術手技
手術は、バーを入れる場所と内視鏡を入れる場所を切開する。バーはＵ字型をしており、まず背中側にバーを挿入。その後、バーを反転させ、へこんでいる胸骨を持ち上げる。バーは、スタビライザーや糸などによって、固定される。バーは２～３年留置された後、手術で取り除かれる。
肋軟骨が硬くなっている患者には、胸骨を十分に持ち上げるため、肋軟骨に追加の操作をする病院もある。この場合は胸の正面にも手術痕が残るが、従来の手術方法よりは小さい傷で済む。
バーを入れる本数は患者によって異なり、最大で３本のバーが入れられる。
通常、操作には約2時間かかる  :1277。

## 合併症
術後の合併症として、創部の感染、気胸、バーに対するアレルギー反応、バーのずれ等があるが、頻度は低い。 

## 運動制限
手術後は、バーのずれを防ぐため、運動制限がある。

## 再発の可能性
バーの抜去手術後に、再発する患者もいるが、頻度は低い。

## 日本におけるNuss法
川崎医科大学小児外科前教授の植村貞繁によってメルボルン大学から日本に取り入れられ、1998年国立岩国病院にて日本初の漏斗胸における低侵襲手術Nuss法を用いて行われた。その後川崎医科大学小児外科教授となり全国から川崎医科大学へ手術患者を集めた。現在では植村貞繁氏とその研究チームによる研究や公演により複数の病院でNuss法を取り扱うことができるようになった。また、植村貞繁の手術実績は通算で1200例を超える。

## 関連文献
- “Systematic review of surgical treatment techniques for adult and pediatric patients with pectus excavatum”. Journal of Cardiothoracic Surgery 9:  25. (2014). doi:10.1186/1749-8090-9-25. PMC 3922335. PMID 24506826.
- Protopapas, Aristotle D.; Athanasiou, Thanos (2008). “Peri-operative data on the Nuss procedure in children with pectus excavatum: independent survey of the first 20 years' data”. J Cardiothorac Surg 3 (40):  40. doi:10.1186/1749-8090-3-40. PMC 2474598. PMID 18601720.